# Vasérc

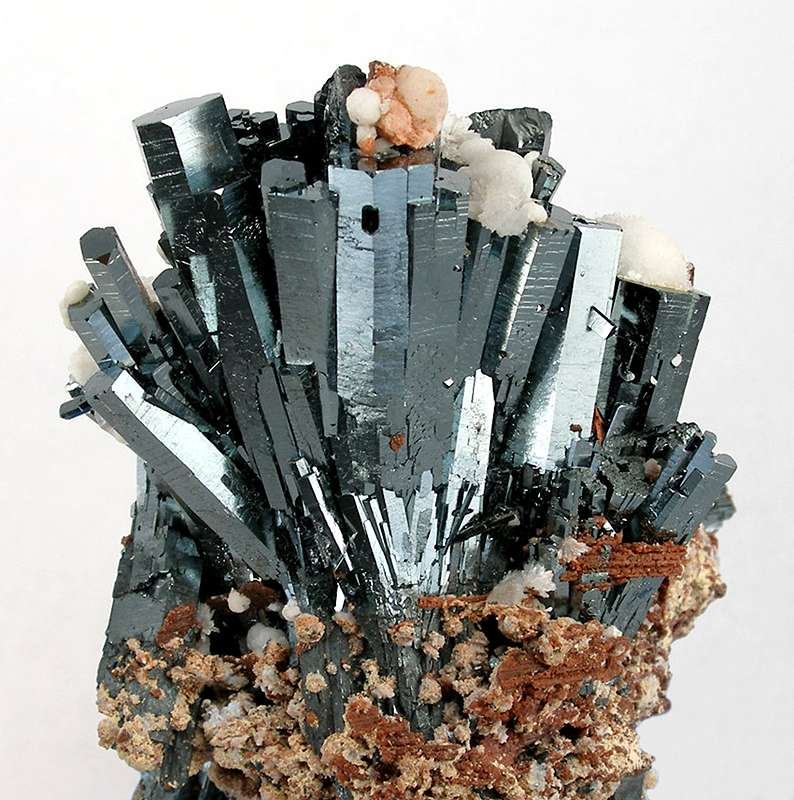
Andradit és hematit

A vasérc a bányászható mennyiségű és minőségű vasat tartalmazó érckőzet összefoglaló neve.

## Előfordulása
A vas a Föld második leggyakoribb féme (az alumínium után), körülbelül 4,7 tömegszázalék az előfordulása. A földkéreg átlagban mintegy 6,6%-nyi vasat tartalmaz, természetesen változatos eloszlásban. Minden olyan előfordulás, ami a kéreg átlagos vastartalmához képest 3–4-szeres vastartalmú, ércnek számít, a legtöbb jó minőségű vasérc ultrabázisos és bázisos környezetben található. A vas nagyon könnyen képez vegyületeket oxidatív környezetben, ezért sokféle összetételű természetes vasvegyület alkothat vasércet. Ezen vegyületek közül a gyakorlat számára legfontosabb ásványok:
- hematit, Fe2O3trig, vastartalma 70%,
- magnetit, Fe2+Fe3+2O4szab ill. FeO×Fe2O3, vastartalma 72,41%,
- goethit, Fe3+O(OH)romb, vastartalma 62,92%,
- limonit, 2Fe2O3×3H2O, vastartalma 59,89%.

A sziderit (FeCO3, vastartalma 48,28%), hidrohematit (2Fe2O3×H2O, vastartalma 66,27%), chamozit (vas-oxid-tartalmú szilikát) és szferosziderit (FeCO3) gazdasági szempontból alárendelt.

## Vasércek összetétel szerint
- A vörösvasércek lilásvörös színűek, és hematit alapúak. Ezek a legfontosabb vasércek. A legjobbak 64-68% vasat tartalmaznak.
- A mágnesvasércek vagy szürkevasércek magnetit alapú ércek, vastartalmuk 60% fölött is lehet. Tömörebbek, ezért valamivel nehezebben redukálhatóak. A magnetit gyakran a kova különböző, az érc minőségét rontó módosulataival (jáspis, kvarc) nő össze.
- A barnavasércek alapásványai legalább részben hidroxidosak. Kötött víztartalmukat hevítés hatására elveszítik, így vastartalmuk növelhető.
- A pátvasércek sziderit, azaz vaskarbonát alapúak és általában másodlagos keletkezésűek.

## Vasércek képződés szerint
- magmás vasércek, amelyek ultrabázikus és bázikus magmákhoz kötődnek. Ezek a magma eredetileg magas vastartalma miatt dúsak vasvegyületekben.
- hidrotermális vasérctelepek, amelyek a magma kristályosodási fázisai közül a hidrotermális szakaszhoz köthetők. Nagyobb méretű telepeket csak ritkán alkot, igazán nagy hidrotermális telep a szibériai, perm végi platóbazalt környékén van. A meleg vizes vasásványosodás többnyire szub- vagy utóvulkáni működéshez kötődik.
- vulkáni exhalációs érctelepek az egyes tűzhányók utolsó életszakaszában jönnek létre a halogenidekkel együtt.
- üledékes keletkezésű érctelepek olyan dúsulások, ahol a mállás folyamata vagy az üledék felhalmozódásának fizikai jellemzői miatt szaporodik a vastartalom. Ezek legfontosabbjai a reziduális (helyben maradó) üledékek, mivel ezek olyan mállástermékek, amik nem szállítódnak el eredeti helyükről, viszont a nem érces anyagok igen. (A reziduális üledékek közül a bauxit a leggyakoribb.) Az üledékes vaskőzetek az oolitos vasérc, a gyepvasérc, lápi vasérc, vasborsó, kéregvasérc.

## Lelőhelyei
A jelenleg ismert legnagyobb területű magmás vasérctelep a mágnesvasércek közé tartozó magmás képződmény a Bushveld-masszívum területén, mintegy 67 000 km² kiterjedésben. (Magyarország területének 72%-a.) A telep 1,5–3,6 méter vastag, vagyis érctartalma kb. 170 km³. A nyugat-svédországi kirunavaarai érctelep hatalmas, kilométeres nagyságrendű lencsékben települt, amelyek száz méteres vastagságot is elérnek.

### Magyarország
Magyarország egyetlen bányászható vasérctelepe hidrotermális eredetű. Itt dolomit szideritesedett meleg vizes oldatok hatására, valamint a felső mállási zónában limonitosodott. A telep vegyesen barnavasérc és pátvasérc jellegű. Teljes érckészlete 70 millió tonna körüli, aminek valamivel több mint a felét bányászták eddig ki. Magyarországon néhány helyen még akadnak hidrotermális és metaszomatikus vasércek, de legtöbbjük művelésre alkalmatlan. A Bükk-fennsíkon, valamint Zengővárkony környékén exhalációs lencsék is vannak, az utóbbit az 1950-es években bányászták is. Reziduális vasérctelepeink többsége művelésre alkalmatlan, az Árpád-korban Pécs és Komló környékén bányásztak ilyeneket.

### Országlista
Vasércbányászat az amerikai Geological Survey adatai alapján.
| No. | ország                  | felhasználható vasérc- termelés (ezer tonna) | év   |
| --- | ----------------------- | -------------------------------------------- | ---- |
|     | világ                   | 2,280,000                                    | 2015 |
| 1   | Kína                    | 1.500.000 (becslés)                          | 2019 |
| 2   | Ausztrália              | 660.000                                      | 2019 |
| 3   | Brazília                | 320.000 (becslés)                            | 2019 |
| 4   | India                   | 153.000                                      | 2019 |
| 5   | Oroszország             | 101.000                                      | 2015 |
| 6   | Dél-afrikai Köztársaság | 73,000                                       | 2015 |
| 7   | Ukrajna                 | 67,000                                       | 2015 |
| 8   | Egyesült Államok        | 46,000                                       | 2015 |
| 9   | Kanada                  | 46,000                                       | 2015 |
| 10  | Irán                    | 27,000                                       | 2015 |
| 11  | Svédország              | 25,000                                       | 2015 |
| 12  | Kazahsztán              | 21,000                                       | 2015 |
| 13  | Mexikó                  | 18,840                                       | 2013 |
| 14  | Chile                   | 17,109                                       | 2013 |
| 15  | Venezuela               | 16,800                                       | 2013 |
| 16  | Mauritánia              | 13,400                                       | 2013 |
| 17  | Sierra Leone            | 11,895                                       | 2013 |
| 18  | Malajzia                | 11,588                                       | 2013 |
| 19  | Peru                    | 10,126                                       | 2013 |
| 20  | Törökország             | 8,589                                        | 2013 |
| 21  | Mongólia                | 6,736                                        | 2013 |
| 22  | Libéria                 | 5,103                                        | 2013 |
| 23  | Vietnam                 | 4,708                                        | 2013 |
| 24  | Indonézia               | 4,000                                        | 2013 |
| 25  | Norvégia                | 3,409                                        | 2013 |
| 26  | Egyiptom                | 3,320                                        | 2013 |
| 27  | Új-Zéland               | 3,157                                        | 2013 |
| 28  | Észak-Korea             | 3,054                                        | 2013 |
| 29  | Ausztria                | 2,320                                        | 2013 |
| 30  | Görögország             | 2,221                                        | 2013 |
| 31  | Bosznia-Hercegovina     | 2,122                                        | 2013 |
| 32  | Laosz                   | 1,459                                        | 2013 |
| 33  | Algéria                 | 1,067                                        | 2013 |